# Калвін (Оклахома)
Калвін (англ. Calvin) — місто (англ. town) в США, в окрузі Г'юз штату Оклахома. Населення — 309 осіб (2020).

## Географія
Калвін розташований за координатами 34°58′3″ пн. ш. 96°15′13″ зх. д. / 34.96750° пн. ш. 96.25361° зх. д. (34.967521, -96.253556).  За даними Бюро перепису населення США в 2010 році місто мало площу 1,26 км², з яких 1,26 км² — суходіл та 0,00 км² — водойми.

## Демографія
Згідно з переписом 2010 року, у місті мешкали 294 особи в 118 домогосподарствах у складі 77 родин. Густота населення становила 233 особи/км².  Було 152 помешкання (121/км²).
Расовий склад населення:
| - 83,0 % — білих - 9,5 % — корінних американців - 0,7 % — азіатів |

До двох чи більше рас належало 6,5 %. Частка іспаномовних становила 7,8 % від усіх жителів.
За віковим діапазоном населення розподілялося таким чином: 31,6 % — особи молодші 18 років, 54,1 % — особи у віці 18—64 років, 14,3 % — особи у віці 65 років та старші. Медіана віку мешканця становила 33,8 року. На 100 осіб жіночої статі у місті припадало 90,9 чоловіків;  на 100 жінок у віці від 18 років та старших — 86,1 чоловіків також старших 18 років.
Середній дохід на одне домашнє господарство  становив 34 699 доларів США (медіана — 27 500), а середній дохід на одну сім'ю — 41 100 доларів (медіана — 37 917). Медіана доходів становила 33 750 доларів для чоловіків та 16 667 доларів для жінок. За межею бідності перебувало 27,6 % осіб, у тому числі 41,5 % дітей у віці до 18 років та 10,6 % осіб у віці 65 років та старших.
Цивільне працевлаштоване населення становило 99 осіб. Основні галузі зайнятості: освіта, охорона здоров'я та соціальна допомога — 21,2 %, сільське господарство, лісництво, риболовля — 19,2 %, мистецтво, розваги та відпочинок — 14,1 %, транспорт — 11,1 %.